# Namaka (satélite)
Namaka, también conocido como Haumea II, es el menor y más interior de los dos satélites conocidos del planeta enano Haumea. Fue designado provisionalmente como S/2005 2003 EL61 2. Su nombre Nāmaka, diosa hawaiana de las olas e hija de la diosa hawaiana Haumea.
Namaka fue descubierto el 30 de junio de 2005 y anunciado el 29 de noviembre del mismo año por el equipo de Michael E. Brown.
Tiene solo el 1,5 % del brillo de Haumea y su masa es unas dos mil veces menor. De ser su albedo similar al del planeta, tendría en torno a 170 km de diámetro. Su magnitud aparente es aproximadamente 21,9. 
Gira alrededor de Haumea en 18 días a unos 39 300 km.
Su órbita alrededor del planeta enano Haumea es elíptica, en cambio Hiiaka tiene una órbita circular